# Светигора (часопис)
Светигора је часопис Српске православне Митрополије црногорско-приморске. Први број је изашао на Божић 1992. године.. Назив Светигора је дао митроплит Амфилохије Радовић по имену водопада Светигоре, из свог родног краја, који протиче поред манастира Морача и улијева се у ријеку Морачу. Митрополит је имао неколико назива, око којих се премишљао, а Матија Бећковић је одмах био само за овај назив. Поток Светигора, на којем су стољећима радили манастирски млин и ваљаонице за ваљање сукна, прије ушћа у Морачу, преко кречњачке подлоге и флувиоглацијалне терасе прави лијепи водопад, висок 48 м.

## Главни уредници
- Свештеник Радомир Никчевић, од бр. 1.-120. (1992.-2002)
- Јеромонах (сада владика славонски) Јован (Ћулибрк), од бр. 121.-140. (2002.-2004)
- Јерођакон (сада рашчињени архимандрит) Никодим Богосављевић, до бр. 169. (2004.-2006)
- Ђакон (сада свештеник) Никола (Гачевић), до бр. 182. (2006.-2008)
- Јерoмонах (сада владика буеносајрески) Кирило (Бојовић), од бр. 183.-272. (2008.-2018)
- Викарни владика диоклијски (сада владика будимљанско-никшићки) Методије Остојић од бр. 273. (октобар 2018) - 293. (јул 2021)
- Народни гуслар и публициста Радосав Рајо Војиновић[5] од бр. 294 (август 2021)[6]

## Тематика
Садржи црквене бесједе, репортаже, поезију, предавања, духовне поуке, хронику митрополије. Прати прије свега дешавања у Митрополији црногорско-приморској али и у СПЦ и свим другим помјесним православним црквама. Има веома запажено мјесто у периодици СПЦ, што квалитетом издања, као и квалитетом текстова, а и својим континуитетом.